# 蜗牛邮件
蜗牛邮件（英语：snail mail），是一个返璞词，指电子信息时代出现之前的所有邮件都可以称之为蜗牛邮件。
蜗牛邮件的称呼来源于和电子邮件相比：相比于电子邮件的超级快速，传统邮件的送达速度显然很慢。
所有蜗牛邮件也可以叫纸质邮件、传统邮件或者普通邮件。